# Fabian Lurquin
Pas d'image ? Cliquez ici
Fabian Lurquin, né le 9 septembre 1975 à Liège, est un copilote de rallye et de rallye-raid belge.
Son père Jean-Marie Lurquin était également copilote de rallye-raid, avec Jean-Louis Schlesser en 2004 ils finissent troisième du Dakar.
Sa mère est Monique Boulanger, copilote de Jean-Marie sur les rallyes sur route dans les années 80,.

## Biographie
Fabian Lurquin est copilote sur le rallye Dakar de pilotes compétitifs comme le français Mathieu Serradori dont ils gagnent ensemble une étape en 2020 ou du nonuple champion du monde de rallye Sébastien Loeb dont ils montent ensemble trois fois sur le podium final entre 2022 et 2024.

## Résultats au Rallye Dakar
| Année | Catégorie | Véhicule                       | Position       | Victoires d'étape | Pilote            |
| ----- | --------- | ------------------------------ | -------------- | ----------------- | ----------------- |
| 2005  | Auto      | Nissan Paladin                 | 44e            | -                 | Lang Xu           |
| 2006  | Auto      | Nissan Paladin                 | 19e            | -                 | Lang Xu           |
| 2010  | Auto      | Nissan                         | Ab.            | -                 | Maurizio Traglio  |
| 2012  | Auto      | Mitsubishi Racing Lancer MRP10 | 33e            | -                 | Erik Wevers       |
| 2013  | Auto      | HRX Ford                       | Ab. (9e étape) | -                 | Erik Wevers       |
| 2014  | Auto      | HRX Ford                       | Ab. (9e étape) | -                 | Erik Wevers       |
| 2019  | Auto      | Buggy LCR30                    | Ab.            | -                 | Mathieu Serradori |
| 2020  | Auto      | Century CR6                    | 8e             | 1                 | Mathieu Serradori |
| 2021  | Auto      | Century CR6                    | 44e            | -                 | Mathieu Serradori |
| 2022  | Auto      | Prodrive Hunter                | 2e             | 2                 | Sébastien Loeb    |
| 2023  | Auto      | Prodrive Hunter                | 2e             | 7                 | Sébastien Loeb    |
| 2024  | Auto      | Prodrive Hunter                | 3e             | 5                 | Sébastien Loeb    |
| 2025  | Auto      | Dacia Sandrider                | Ab. (4e étape) | -                 | Sébastien Loeb    |

## Autres
- Africa Eco Race 2018 : vainqueur en tant que copilote de Mathieu Serradori
- Rallye d'Andalousie 2022 : vainqueur en tant que copilote de Sébastien Loeb